# Жовнинська сотня
Жовнинська сотня — адміністративно-територіальна та військова одиниця за Гетьманщини, перебувала почергово у складі Чигиринського, Кременчуцького та Лубенського полків. Існувала з перервою у 1648—1672 та 1762—1782 роках.

## Історія
Виникла у складі Чигиринського полку в кінці літа 1648 року. Згідно зі Зборівським договором 16 жовтня 1649 року увійшла як адмінодиниця до цього ж полку у кількості 159 козаків. Сотні підпорядковувалося свого часу і містечко Чигирин-Діброва. З утворенням у 1661 році Якимом Сомком Кременчуцького полку, сотня стала входити до нього, але 1663 року знову була повернута Чигиринському полку.
В 1667 році за Андрусівською угодою територія сотні відійшла до Лубенського полку.
1672 році сотню ліквідовано, а поселення і козаків включено до Чигирин-Дібровської сотні.
У 1762 році гетьман Кирило Розумовський відновив Жовнинську сотню.
Остаточно скасована 1782 разом з ліквідацією всієї полково-сотенної системи Лівобережжя. Територія Жовнинської сотні увійшла до Городиського [Градизького] повіту Київського намісництва.

## Населені пункти
Сотенний центр — містечко Жовнин, нині — пристань Жовнине біля села Липове на Кременчуцькому водосховищі, та село Чорнобайського району Черкаської області. Історична ж територія затоплена Кременчуцьким водосховищем.
Населені пункти у 1762—1782 роках — село Горби, містечко Жовнин, село Липове; село Матвіївці, село Кліщинці, село Гриньки.

## Сотенний устрій

### Сотники
- Сухомлин Остап (?— 1649 —?)
- Іван (?— 1653 —?)
- Зощенко Степан Матвійович (? — 1657—?)
- Булюбаш Іван Дем'янович (1762—1769)
- Булюбаш Данило Дем'янович (1771—1783)

### Писарі
- Бука Василь (? — 1762 — ?)
- Вершок Іван (1757—1761)

### Осавули
- Билим (? — 1762 — ?)
- Мироненко Давид (1775—1780 — ?)

### Хорунжі
- Базик Семен (? — 1762 — ?)
- Мироненко Давид (1772—1775)
- Липаєв Василь (? —1777 — ?)
- Шаковецький Іван (1776—1780 — ?)

### Городові отамани
- Іванович Федір (? —1657 — ?)
- Корнієнко Василь (? — 1690—1696 — ?)
- Сокол Іван (? — 1762 — ?)
- Вершок Іван (1768—1780 — ?)

## Опис Жовнинської сотні
За описом Київського намісництва 1781 року наявні наступні дані про кількість сіл та населення Жовнинської сотні напередодні ліквідації:
| Населені пункти Жовнинської сотні                               | Дворян і шляхетства | Різночинців | Духовенства | Церковників | Греків | Хат              | Хат                   | Хат   | Хат                                        | Хат                                                           | Всього | Всього                             |
| Населені пункти Жовнинської сотні                               | Дворян і шляхетства | Різночинців | Духовенства | Церковників | Греків | козаків виборних | козаків підпомічників | міщан | посполитих коронних, в тому числі рангових | посполитих власницьких, різночинських і козацьких підсусідків | хат    | за останньою 1764 року ревізії душ |
| --------------------------------------------------------------- | ------------------- | ----------- | ----------- | ----------- | ------ | ---------------- | --------------------- | ----- | ------------------------------------------ | ------------------------------------------------------------- | ------ | ---------------------------------- |
| містечко Жовнин                                                 | 4                   | 6           | 3           | 1           | —      | 144              | 183                   | —     | —                                          | 132                                                           | 459    | —                                  |
| село Гусине                                                     | 1                   | —           | 1           | 1           | —      | —                | —                     | —     | —                                          | 61                                                            | 61     | —                                  |
| село Люлинці                                                    | —                   | —           | 2           | 2           | —      | —                | —                     | —     | —                                          | 168                                                           | 168    | —                                  |
| селище Воїнці (пізніше — Воїнська Гребля?)                      | —                   | —           | —           | —           | —      | —                | —                     | —     | —                                          | 25                                                            | 25     | —                                  |
| село Кліщинці                                                   | —                   | —           | 1           | —           | —      | 2                | —                     | —     | 35                                         | 142                                                           | 179    | —                                  |
| село Матвіївка                                                  | —                   | 2           | 1           | 1           | —      | 90               | 38                    | —     | —                                          | 49                                                            | 177    | —                                  |
| село Липове                                                     | —                   | 1           | 3           | 1           | —      | 59               | 14                    | —     | —                                          | 123                                                           | 196    | —                                  |
| село Галицьке                                                   | —                   | —           | 1           | 2           | —      | —                | —                     | —     | —                                          | 114                                                           | 144    | —                                  |
| слобідка Криворуцька                                            | —                   | —           | —           | —           | —      | —                | —                     | —     | —                                          | 19                                                            | 19     | —                                  |
| село Святилівка                                                 | —                   | —           | —           | —           | —      | 133              | 69                    | —     | —                                          | 59                                                            | 261    | —                                  |
| село Крива Руда                                                 | —                   | —           | 1           | 2           | —      | —                | —                     | —     | —                                          | 118                                                           | 118    | —                                  |
| селище Гриньки                                                  | —                   | —           | —           | —           | —      | 41               | 7                     | —     | —                                          | 55                                                            | 103    | —                                  |
| село Горби                                                      | —                   | 1           | 1           | 2           | —      | 60               | 19                    | —     | —                                          | 69                                                            | 148    | —                                  |
| селище Сидори                                                   | —                   | —           | —           | —           | —      | 19               | 27                    | —     | —                                          | 29                                                            | 75     | —                                  |
| слобода Кринки                                                  | —                   | —           | —           | —           | —      | —                | —                     | —     | —                                          | 21                                                            | 21     | —                                  |
| слобода Стовбуваха                                              | —                   | —           | —           | —           | —      | —                | —                     | —     | —                                          | 26                                                            | 26     | —                                  |
| село Лебехівка                                                  | 1                   | —           | 1           | 2           | —      | —                | —                     | —     | —                                          | 60                                                            | 60     | —                                  |
| 1. хутори військового товариша 2. Кириковича                    | —                   | —           | —           | —           | —      | —                | —                     | —     | —                                          | 2                                                             | 2      | —                                  |
| 3. хутір Коноплянський, Переяславського кафедрального монастиря | —                   | —           | —           | —           | —      | —                | —                     | —     | —                                          | 2                                                             | 2      | —                                  |
| 4. хутір того ж монастиря                                       | —                   | —           | —           | —           | —      | —                | —                     | —     | —                                          | 1                                                             | 1      | —                                  |
| 5. хутір козака Стецюри                                         | —                   | —           | —           | —           | —      | —                | —                     | —     | —                                          | 2                                                             | 2      | —                                  |
| 6. хутір козаків Мокѣєнка і Ярошенка                            | —                   | —           | —           | —           | —      | 8                | —                     | —     | —                                          | —                                                             | 8      | —                                  |
| 7. хутір підданого Родзянкиного Гори                            | —                   | —           | —           | —           | —      | —                | —                     | —     | —                                          | 2                                                             | 2      | —                                  |
| 8. хутір такого ж підданого Голіка                              | —                   | —           | —           | —           | —      | —                | —                     | —     | —                                          | 1                                                             | 1      | —                                  |
| 9. хутір судді Булюбаша                                         | —                   | —           | —           | —           | —      | —                | —                     | —     | —                                          | 2                                                             | 2      | —                                  |
| 10. хутір отамана Тягнирядна                                    | —                   | —           | —           | —           | —      | —                | —                     | —     | —                                          | 2                                                             | 2      | —                                  |
| 11. хутір козака Конінця                                        | —                   | —           | —           | —           | —      | 2                | —                     | —     | —                                          | —                                                             | 2      | —                                  |
| 12. хутір козаків Ілляшенків                                    | —                   | —           | —           | —           | —      | 7                | —                     | —     | —                                          | —                                                             | 7      | —                                  |
| 13. хутір хорунжого сотенного Макавецького                      | —                   | —           | —           | —           | —      | —                | —                     | —     | —                                          | 2                                                             | 2      | —                                  |
| 14. хутір козака Чорнобаєнка                                    | —                   | —           | —           | —           | —      | —                | —                     | —     | —                                          | 1                                                             | 1      | —                                  |
| 15. хутір козака Чорнобая                                       | —                   | —           | —           | —           | —      | —                | —                     | —     | —                                          | 1                                                             | 1      | —                                  |
| 16. хутір козака Редя                                           | —                   | —           | —           | —           | —      | —                | —                     | —     | —                                          | 1                                                             | 1      | —                                  |
| 17. хутір козака Корнѣєнка                                      | —                   | —           | —           | —           | —      | —                | —                     | —     | —                                          | 1                                                             | 1      | —                                  |
| 18. хутір козака Старика                                        | —                   | —           | —           | —           | —      | —                | —                     | —     | —                                          | 1                                                             | 1      | —                                  |
| 19. хутір козаків Щербаненків                                   | —                   | —           | —           | —           | —      | —                | —                     | —     | —                                          | 1                                                             | 1      | —                                  |
| 20. хутір козака Якименка                                       | —                   | —           | —           | —           | —      | —                | —                     | —     | —                                          | 1                                                             | 1      | —                                  |
| 21. хутір осавула сотенного Мироненка                           | —                   | —           | —           | —           | —      | —                | —                     | —     | —                                          | 6                                                             | 6      | —                                  |
| 22. хутір козаків Стецюр                                        | —                   | —           | —           | —           | —      | 4                | —                     | —     | —                                          | —                                                             | 4      | —                                  |
| 23. хутір козака Тягнирядна                                     | —                   | —           | —           | —           | —      | —                | —                     | —     | —                                          | 1                                                             | 1      | —                                  |
| 24. хутір Києво-Микільського монастиря посполитого Дзюби        | —                   | —           | —           | —           | —      | —                | —                     | —     | —                                          | 1                                                             | 1      | —                                  |
| 25. хутір козака Руденка                                        | —                   | —           | —           | —           | —      | —                | —                     | —     | —                                          | 1                                                             | 1      | —                                  |
| 26. хутір козака Соляника                                       | —                   | —           | —           | —           | —      | 2                | —                     | —     | —                                          | 2                                                             | 2      | —                                  |
| 27. хутір козака Горбаня                                        | —                   | —           | —           | —           | —      | 3                | —                     | —     | —                                          | —                                                             | 3      | —                                  |
| 28. хутір козака Гончаревського                                 | —                   | —           | —           | —           | —      | —                | —                     | —     | —                                          | 1                                                             | 1      | —                                  |
| 29. хутір Болюбашівський                                        | —                   | —           | —           | —           | —      | —                | —                     | —     | —                                          | 18                                                            | 18     | —                                  |
| 30. хутір козака Дербеди                                        | —                   | —           | —           | —           | —      | —                | —                     | —     | —                                          | 1                                                             | 1      | —                                  |
| 31. хутір козака Гармаша                                        | —                   | —           | —           | —           | —      | —                | —                     | —     | —                                          | 1                                                             | 1      | —                                  |
| 32. хутір Зуганѣєвський, возного Сокола                         | —                   | —           | —           | —           | —      | —                | —                     | —     | —                                          | 8                                                             | 8      | —                                  |
| 33. хутір бунчукового товариша Болюбаша                         | —                   | —           | —           | —           | —      | —                | —                     | —     | —                                          | 1                                                             | 1      | —                                  |
| 34. хутір посполитого Гаркавого з товаришами                    | —                   | —           | —           | —           | —      | —                | —                     | —     | —                                          | 3                                                             | 3      | —                                  |
| 35. хутір козака Самуся                                         | —                   | —           | —           | —           | —      | 2                | —                     | —     | —                                          | —                                                             | 2      | —                                  |
| 36. хутори козака Макаренка                                     | —                   | —           | —           | —           | —      | —                | —                     | —     | —                                          | 1                                                             | 1      | —                                  |
| 37. хутір козака Гаращенка                                      | —                   | —           | —           | —           | —      | 2                | —                     | —     | —                                          | —                                                             | 2      | —                                  |
| 38. хутір козака Василенка                                      | —                   | —           | —           | —           | —      | 2                | —                     | —     | —                                          | —                                                             | 2      | —                                  |
| 39. хутір козака Братюка                                        | —                   | —           | —           | —           | —      | —                | —                     | —     | —                                          | 1                                                             | 1      | —                                  |
| 40. хутір козака Оленка                                         | —                   | —           | —           | —           | —      | —                | —                     | —     | —                                          | 1                                                             | 1      | —                                  |
| 41. хутір Криворуцький, асесора Галагана                        | —                   | —           | —           | —           | —      | —                | —                     | —     | —                                          | 1                                                             | 1      | —                                  |
| Всього у сотні Жовнинській                                      | 6                   | 10          | 15          | 14          | —      | 580              | 357                   | —     | 35                                         | 1339                                                          | 2311   | 5652                               |